# Osiek (powiat oświęcimski)

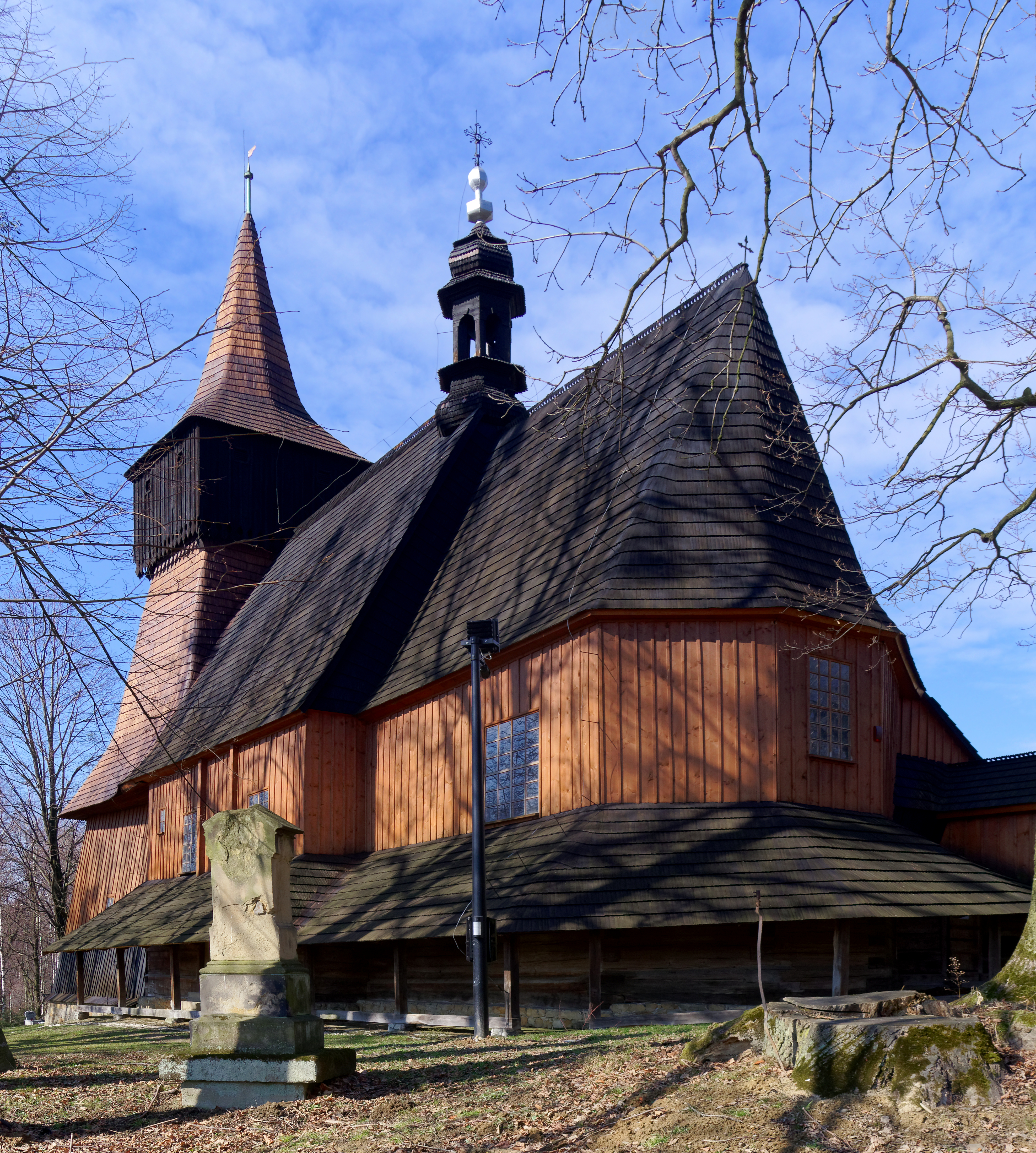
Kościół św. Andrzeja

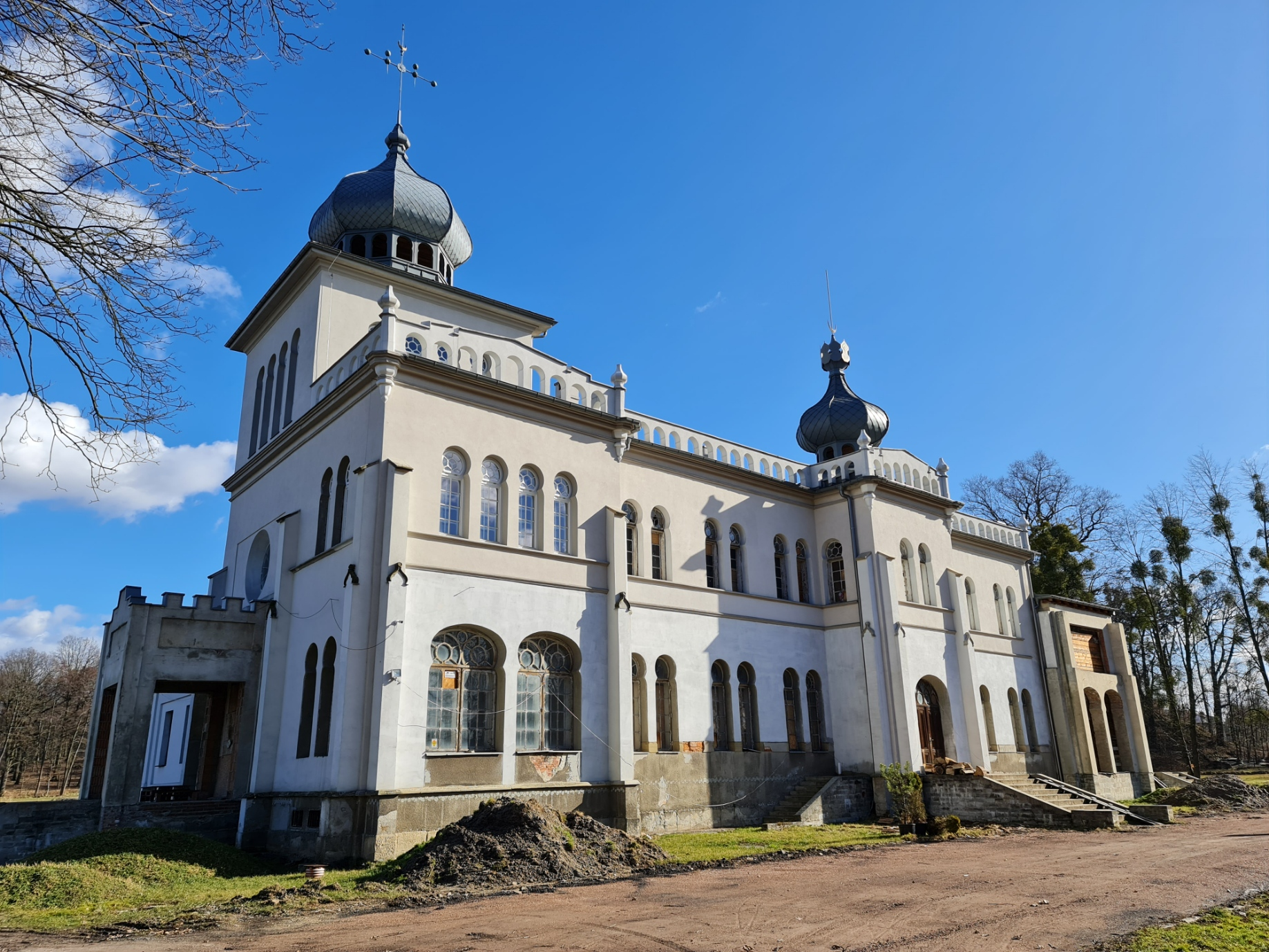
Pałac w Osieku

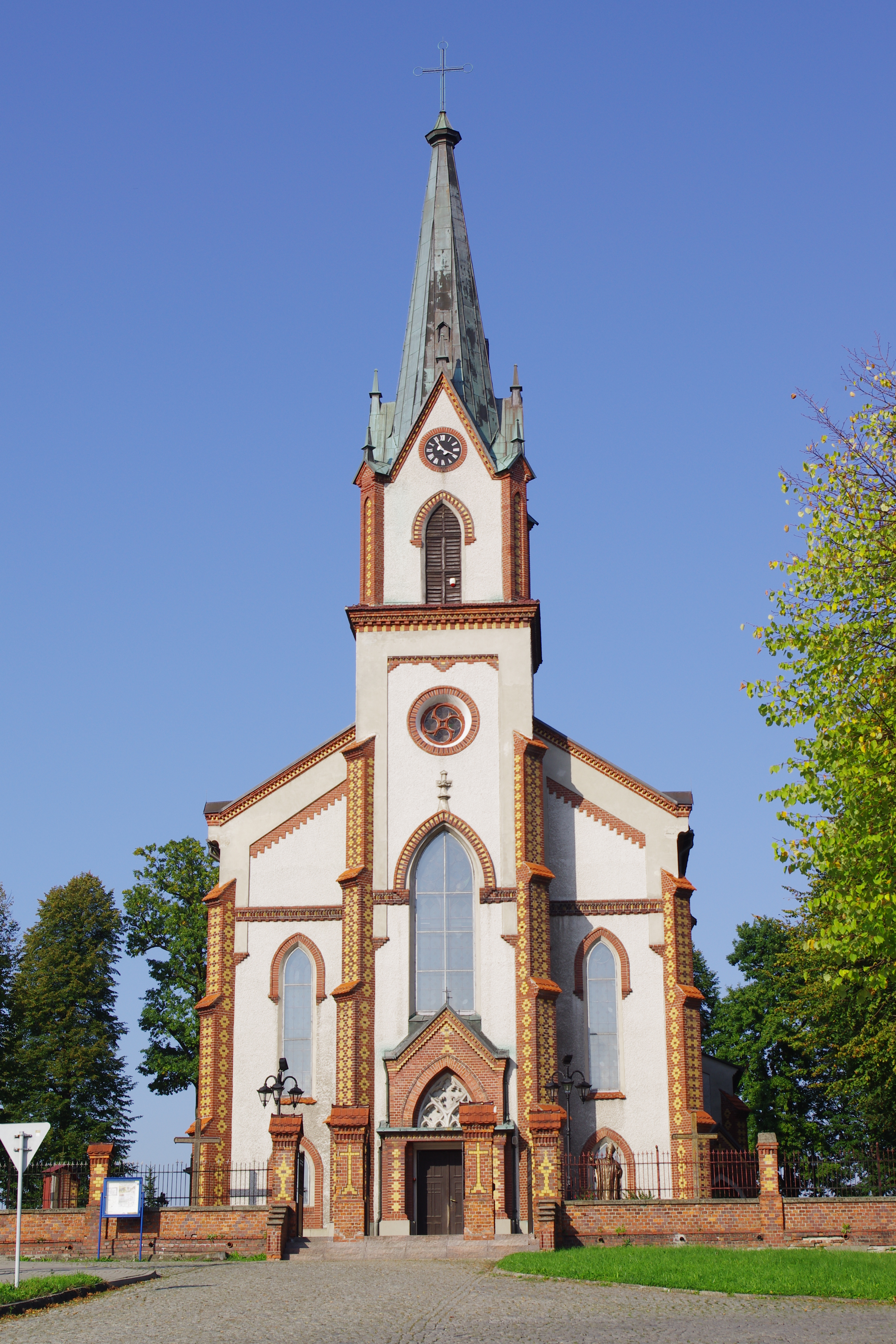
kościół z XIX wieku

Osiek – wieś w Polsce, położona w województwie małopolskim, w powiecie oświęcimskim, w gminie Osiek.
W latach 1975–1998 wieś należała administracyjnie do województwa bielskiego.
Powierzchnia sołectwa wynosi 29,11 km², liczba ludności 6793 w 2016 roku, co daje gęstość zaludnienia równą 233,3 os./km².

## Integralne części wsi
| Rodzaje    | Nazwy |
| ---------- | --- |
| przysiółki | Bugaj, Granica Polańska, Pod Czarnym Lasem, Pod Ćwierklem, Przecznica, Włosień, Zaolszynie, Żydowskie Miasto                     |
| części wsi | Górny Gościniec, Ogrody, Osiek Dolny, Osiek Górny, Osiek Średni, Potok, Stara Droga, Średni Gościniec, Ulica, Za Brzeziną, Zamek |

## Historia
Miejscowość po raz pierwszy wzmiankowana została w 1278 roku pod nazwą Ossech. Po raz kolejny została wzmiankowana w spisie świętopietrza parafii dekanatu Oświęcim diecezji krakowskiej z 1326 roku pod nazwą Ossek.
W dokumencie sprzedaży księstwa oświęcimskiego Koronie Polskiej przez Jana IV oświęcimskiego wystawionym 21 lutego 1457 roku miejscowość wymieniona została jako Osschek.
W 1653 roku wzmiankowano dwór. W 1672 roku wymieniono istniejący w Osieku fortalitio et praedio.

## Zabytki
Obiekty wpisane do rejestru zabytków nieruchomych województwa małopolskiego.
- Pałac, oficyny, park.
Pierwszy pałac w Osieku wybudowany został przez Karola Wacława Larischa pod koniec XVIII wieku w stylu klasycystycznym. Obecny to efekt przebudowy dokonanej na zlecenie jego syna, Karola Józefa, prawdopodobnie przed 1840 rokiem.
- Kościół drewniany pw. św. Andrzeja.
kościół z XVI wieku, od XIX w. nieużytkowany w celach liturgicznych.
- Młyn.
- Kościół w stylu neogotyckim.

## Połączenia drogowe
Przeciszów - Osiek - Jawiszowice
- 1758K Wieprz - Głębowice - Osiek

- 1814K Osiek, ul. Starowiejska - ul. Słoneczna

- 1816K Kęty - Witkowice - Osiek
- 1859K Osiek - Malec - Nowa Wieś[11]

## Turystyka
W 2015 roku powstał kompleks hotelowo-restauracyjno-rekreacyjny „Molo Osiek” z dwoma kąpieliskami.

## Religia
Działalność duszpasterską kościoła rzymskokatolickiego na terenie miejscowości prowadzą: parafia św. Andrzeja Apostoła w Osieku i parafia św. Stanisława Biskupa i Męczennika w Osieku Górnym.

## Osoby związane z miejscowością
- Józef Herzog